# Локомотив (пляжный футбольный клуб)
«Локомотив» — пляжный футбольный клуб из Москвы, основанный в 2010 году. Один из самых титулованных клубов в российском пляжном футболе. Трехкратный чемпион мира по пляжному футболу среди клубов (2012, 2017, 2021). Победитель Кубка европейских чемпионов 2013. Пятикратный чемпион России. Двукратный обладатель Кубка России. Обладатель Суперкубка России, победитель Лиги Содружества.

## История
В мае 2013 года клуб принял участие в Кубке европейских чемпионов в качестве чемпиона России, где в финале им был побеждён украинский клуб «Гриффин» со счётом 3:0. Голами отметились Егор Шайков, Алексей Макаров и Бельшиор. Лучшим игроком турнира был признан Егор Шайков.

## Состав
| 1  | Флаг России | Вр  | Станислав Кошарный  | 1994 |  |  |  |  |
| 31 | Флаг России | Вр  | Александр Емельянов | 1995 |  |  |  |  |
| 35 | Флаг России | Вр  | Максим Долгополов   | 1997 |  |  |  |  |
|    |             |     |                     |      |  |  |  |  |
| 2  | Флаг России | Защ | Нуритдин Мамадиев   | 1995 |  |  |  |  |
| 8  | Флаг России | Защ | Артём Волошин       | 1995 |  |  |  |  |
| 10 | Флаг Ирана  | Защ | Балторк Мовахед     | 1995 |  |  |  |  |
| 14 | Флаг России | Защ | Владимир Раскин     | 1996 |  |  |  |  |

| 19 | Флаг Беларуси | Защ | Никита Чайковский  | 1998 |  |  |  |  |
|    |               |     |                    |      |  |  |  |  |
| 5  | Флаг Бразилии | Нап | Филипе             | 1993 |  |  |  |  |
| 6  | Флаг Бразилии | Нап | Брендо             | 1996 |  |  |  |  |
| 9  | Флаг России   | Нап | Ян Пелецкий        | 1996 |  |  |  |  |
| 11 | Флаг России   | Нап | Амадиус Виноградов | 1999 |  |  |  |  |
| 18 | Флаг России   | Нап | Александр Попов    | 2004 |  |  |  |  |
| 20 | Флаг России   | Нап | Фёдор Земсков      | 1988 |  |  |  |  |

## Тренерский штаб
- Илья Леонов — главный тренер
- Роман Путинцев — тренер
- Александр Шеховцов — врач

## Достижения
Чемпионат России
- Чемпион (5): 2010, 2011, 2012, 2017, 2020
- Серебряный призёр (2): 2022, 2023
- Бронзовый призёр (3): 2013, 2015, 2016, 2021

Кубок России
- Обладатель (4): 2011, 2012, 2013, 2016
- Финалист (4): 2014, 2018, 2021, 2022
- Бронзовый призёр (1): 2017, 2024

Суперкубок России
- Обладатель (1): 2011
- Финалист (2): 2018, 2024

Кубок европейских чемпионов
- Обладатель (1): 2013
- Бронзовый призёр (1): 2017

Клубный чемпионат мира
- Чемпион (3): 2012, 2017, 2021
- Бронзовый призёр (1): 2020

Победитель Кубка Барселоны: 2015